# اصغر ذوقیان
اصغر ذوقیان (۱۶ آبان ۱۳۰۸ – ۲۴ اسفند ۱۳۸۳) کشتی‌گیر اهل ایران بود. او در رقابت‌های ۷۸ کیلوگرم فرنگی مردان در بازی‌های المپیک تابستانی ۱۹۶۴ شرکت کرد و مشترکاً به مقام هفتم دست یافت.